# Conselhos Regionais de Desenvolvimento
Os Conselhos Regionais de Desenvolvimento (COREDEs) do estado do Rio Grande do Sul foram criadas em 1994 com fins de "integração dos recursos e das ações de governo na região".
Foram regulamentados mais recentemente em 2019, através de subsídios da Secretaria de Planejamento do Governo Estadual, anteriormente pela então Fundação de Economia e Estatística.
Cada um dos COREDEs congrega municípios em regiões geográficas homônimas (as COREDEs) com base em estatísticas socioeconômicas.
Há 28 COREDEs, que por sua vez são agrupados em 9 Regiões Funcionais (RFs):
- RF1: Metropolitano do Delta do Jacuí, Centro Sul, Vale do Caí, Vale do Rio dos Sinos, Paranhana/Encosta da Serra
- RF2: Vale do Rio Pardo, Vale do Taquari
- RF3: Campos de Cima da Serra, Hortênsias, Serra
- RF4: Litoral
- RF5: Sul
- RF6: Campanha, Fronteira Oeste
- RF7: Fronteira Noroeste, Missões, Noroeste Colonial, Celeiro
- RF8: Alto Jacuí, Central, Jacuí-Centro, Vale do Jaguari
- RF9: Alto da Serra do Botucarai, Médio Alto Uruguai, Nordeste, Norte, Produção, Rio da Várzea

| RF  | COREDE                       | Municípios |
| RF1 | Centro-Sul                   | Arambaré, Arroio dos Ratos, Barão do Triunfo, Barra do Ribeiro, Butiá, Camaquã, Cerro Grande do Sul, Charqueadas, Chuvisca, Cristal, Dom Feliciano, Mariana Pimentel, Minas do Leão, São Jerônimo, Sentinela do Sul, Sertão Santana, Tapes |
| RF1 | Metropolitano Delta do Jacuí | Alvorada, Cachoeirinha, Eldorado do Sul, Glorinha, Gravataí, Guaíba, Porto Alegre, Santo Antônio da Patrulha, Triunfo, Viamão |
| RF1 | Paranhana/Encosta da Serra   | Igrejinha, Lindolfo Collor, Morro Reuter, Parobé, Presidente Lucena, Riozinho, Rolante, Santa Maria do Herval, Taquara, Três Coroas |
| RF1 | Vale do Caí                  | Alto Feliz, Barão, Bom Princípio, Brochier, Capela de Santana, Feliz, Harmonia, Linha Nova, Maratá, Montenegro, Pareci Novo, Salvador do Sul, São José do Hortêncio, São José do Sul, São Pedro da Serra, São Sebastião do Caí, São Vendelino, Tupandi, Vale Real |
| RF1 | Vale do Rio dos Sinos        | Araricá, Campo Bom, Canoas, Dois Irmãos, Estância Velha, Esteio, Ivoti, Nova Hartz, Nova Santa Rita, Novo Hamburgo, Portão, São Leopoldo, Sapiranga, Sapucaia do Sul |
| RF2 | Vale do Rio Pardo            | Arroio do Tigre, Boqueirão do Leão, Candelária, Encruzilhada do Sul, Estrela Velha, General Câmara, Herveiras, Ibarama, Lagoa Bonita do Sul, Mato Leitão, Pantano Grande, Passa-Sete, Passo do Sobrado, Rio Pardo, Santa Cruz do Sul, Segredo, Sinimbu, Sobradinho, Tunas, Vale do Sol, Vale Verde, Venâncio Aires, Vera Cruz |
| RF2 | Vale do Taquari              | Anta Gorda, Arroio do Meio, Arvorezinha, Bom Retiro do Sul, Canudos do Vale, Capitão, Colinas, Coqueiro Baixo, Cruzeiro do Sul, Dois Lajeados, Doutor Ricardo, Encantado, Estrela, Fazenda Vilanova, Forquetinha, Ilópolis, Imigrante, Lajeado, Marques de Souza, Muçum, Nova Bréscia, Paverama, Poço das Antas, Pouso Novo, Progresso, Putinga, Relvado, Roca Sales, Santa Clara do Sul, Sério, Tabaí, Taquari, Teutônia, Travesseiro, Vespasiano Corrêa, Westfália     |
| RF3 | Campos de Cima da Serra      | André da Rocha, Bom Jesus, Campestre da Serra, Esmeralda, Ipê, Monte Alegre dos Campos, Muitos Capões, Pinhal da Serra, São José dos Ausentes, Vacaria |
| RF3 | Hortênsias                   | Cambará do Sul, Canela, Gramado, Jaquirana, Nova Petrópolis, Picada Café, São Francisco de Paula |
| RF3 | Serra                        | Antônio Prado, Bento Gonçalves, Boa Vista do Sul, Carlos Barbosa, Caxias do Sul, Coronel Pilar, Cotiporã, Fagundes Varela, Farroupilha, Flores da Cunha, Garibaldi, Guabiju, Guaporé, Montauri, Monte Belo do Sul, Nova Araçá, Nova Bassano, Nova Pádua, Nova Prata, Nova Roma do Sul, Paraí, Pinto Bandeira, Protásio Alves, Santa Tereza, São Jorge, São Marcos, São Valentim do Sul, Serafina Corrêa, União da Serra, Veranópolis, Vila Flores, Vista Alegre do Prata |
| RF4 | Litoral                      | Arroio do Sal, Balneário Pinhal, Capão da Canoa, Capivari do Sul, Caraá, Cidreira, Dom Pedro de Alcântara, Imbé, Itati, Mampituba, Maquiné, Morrinhos do Sul, Mostardas, Osório, Palmares do Sul, Terra de Areia, Torres, Tramandaí, Três Cachoeiras, Três Forquilhas, Xangri-lá |
| RF5 | Sul                          | Amaral Ferrador, Arroio do Padre, Arroio Grande, Canguçu, Capão do Leão, Cerrito, Chuí, Herval, Jaguarão, Morro Redondo, Pedras Altas, Pedro Osório, Pelotas, Pinheiro Machado, Piratini, Rio Grande, Santa Vitória do Palmar, Santana da Boa Vista, São José do Norte, São Lourenço do Sul, Tavares, Turuçu |
| RF6 | Campanha                     | Aceguá, Bagé, Caçapava do Sul, Candiota, Dom Pedrito, Hulha Negra, Lavras do Sul |
| RF6 | Fronteira Oeste              | Alegrete, Barra do Quaraí, Itacurubi, Itaqui, Maçambará, Manoel Viana, Quaraí, Rosário do Sul, Santa Margarida do Sul, Sant'Ana do Livramento, São Borja, São Gabriel, Uruguaiana |
| RF7 | Celeiro                      | Barra do Guarita, Bom Progresso, Braga, Campo Novo, Chiapetta, Coronel Bicaco, Crissiumal, Derrubadas, Esperança do Sul, Humaitá, Inhacorá, Miraguaí, Redentora, Santo Augusto, São Martinho, São Valério do Sul, Sede Nova, Tenente Portela, Tiradentes do Sul, Três Passos, Vista Gaúcha |
| RF7 | Fronteira Noroeste           | Alecrim, Alegria, Boa Vista do Buricá, Campina das Missões, Cândido Godói, Doutor Maurício Cardoso, Horizontina, Independência, Nova Candelária, Novo Machado, Porto Lucena, Porto Mauá, Porto Vera Cruz, Santa Rosa, Santo Cristo, São José do Inhacorá, Senador Salgado Filho, Três de Maio, Tucunduva, Tuparendi |
| RF7 | Missões                      | Bossoroca, Caibaté, Cerro Largo, Dezesseis de Novembro, Entre-Ijuís, Eugênio de Castro, Garruchos, Giruá, Guarani das Missões, Mato Queimado, Pirapó, Porto Xavier, Rolador, Roque Gonzales, Salvador das Missões, Santo Ângelo, Santo Antônio das Missões, São Luiz Gonzaga, São Miguel das Missões, São Nicolau, São Paulo das Missões, São Pedro do Butiá, Sete de Setembro, Ubiretama, Vitória das Missões                                                           |
| RF7 | Noroeste Colonial            | Ajuricaba, Augusto Pestana, Bozano, Catuípe, Condor, Coronel Barros, Ijuí, Jóia, Nova Ramada, Panambi, Pejuçara |
| RF8 | Alto Jacuí                   | Boa Vista do Cadeado, Boa Vista do Incra, Colorado, Cruz Alta, Fortaleza dos Valos, Ibirubá, Lagoa dos Três Cantos, Não-Me-Toque, Quinze de Novembro, Saldanha Marinho, Salto do Jacuí, Santa Bárbara do Sul, Selbach, Tapera |
| RF8 | Central                      | Agudo, Dilermando de Aguiar, Dona Francisca, Faxinal do Soturno, Formigueiro, Itaara, Ivorá, Jari, Júlio de Castilhos, Nova Palma, Pinhal Grande, Quevedos, Santa Maria, São João do Polêsine, São Martinho da Serra, São Pedro do Sul, Silveira Martins, Toropi, Tupanciretã |
| RF8 | Jacuí Centro                 | Cachoeira do Sul, Cerro Branco, Novo Cabrais, Paraíso do Sul, Restinga Sêca, São Sepé, Vila Nova do Sul |
| RF8 | Vale do Jaguari              | Cacequi, Capão do Cipó, Jaguari, Mata, Nova Esperança do Sul, Santiago, São Francisco de Assis, São Vicente do Sul, Unistalda |
| RF9 | Alto da Serra do Botucaraí   | Alto Alegre, Barros Cassal, Campos Borges, Espumoso, Fontoura Xavier, Gramado Xavier, Ibirapuitã, Itapuca, Jacuizinho, Lagoão, Mormaço, Nicolau Vergueiro, São José do Herval, Soledade, Tio Hugo, Victor Graeff |
| RF9 | Médio Alto Uruguai           | Alpestre, Ametista do Sul, Caiçara, Cristal do Sul, Dois Irmãos das Missões, Erval Seco, Frederico Westphalen, Gramado dos Loureiros, Iraí, Nonoai, Novo Tiradentes, Palmitinho, Pinhal, Pinheirinho do Vale, Planalto, Rio dos Índios, Rodeio Bonito, Seberi, Taquaruçu do Sul, Trindade do Sul, Vicente Dutra, Vista Alegre |
| RF9 | Nordeste                     | Água Santa, Barracão, Cacique Doble, Capão Bonito do Sul, Caseiros, Ibiaçá, Ibiraiaras, Lagoa Vermelha, Machadinho, Maximiliano de Almeida, Paim Filho, Sananduva, Santa Cecília do Sul, Santo Expedito do Sul, São João da Urtiga, São José do Ouro, Tapejara, Tupanci do Sul, Vila Lângaro |
| RF9 | Norte                        | Aratiba, Áurea, Barão de Cotegipe, Barra do Rio Azul, Benjamin Constant do Sul, Campinas do Sul, Carlos Gomes, Centenário, Charrua, Cruzaltense, Entre Rios do Sul, Erebango, Erechim, Erval Grande, Estação, Faxinalzinho, Floriano Peixoto, Gaurama, Getúlio Vargas, Ipiranga do Sul, Itatiba do Sul, Jacutinga, Marcelino Ramos, Mariano Moro, Paulo Bento, Ponte Preta, Quatro Irmãos, São Valentim, Sertão, Severiano de Almeida, Três Arroios, Viadutos            |
| RF9 | Produção                     | Almirante Tamandaré do Sul, Camargo, Carazinho, Casca, Ciríaco, Coqueiros do Sul, Coxilha, David Canabarro, Ernestina, Gentil, Marau, Mato Castelhano, Muliterno, Nova Alvorada, Passo Fundo, Pontão, Santo Antônio do Palma, Santo Antônio do Planalto, São Domingos do Sul, Vanini, Vila Maria |
| RF9 | Rio da Várzea                | Barra Funda, Boa Vista das Missões, Cerro Grande, Chapada, Constantina, Engenho Velho, Jaboticaba, Lajeado do Bugre, Liberato Salzano, Nova Boa Vista, Novo Barreiro, Novo Xingu, Palmeira das Missões, Ronda Alta, Rondinha, Sagrada Família, São José das Missões, São Pedro das Missões, Sarandi, Três Palmeiras |